# Финал Кубка Англии по футболу 1921
Финал Кубка Англии 1921 года (англ. 1921 FA Cup Final) — футбольный матч, завершавший розыгрыш Кубка Англии сезона 1920/21. Он стал 46-м финалом Кубка Футбольной ассоциации, также известного как Кубок Англии, старейшего футбольного турнира в мире. Матч прошёл 23 апреля 1921 года на стадионе «Стэмфорд Бридж» в Лондоне. В нём встретились английские клубы «Тоттенхэм Хотспур» и «Вулверхэмптон Уондерерс». Победу в матче с минимальным счётом 1:0 одержал «Тоттенхэм Хотспур» благодаря голу Джимми Диммока. Для «шпор» эта победа стала второй в Кубке Англии.
Последним выжившим игроком из числа принимавших участие в матче был Джордж Эдмондс, умерший в декабре 1989 года в возрасте 96 лет.

## Матч

### Обзор матча
«Тоттенхэм Хотспур», выступавший в Первом дивизионе, был фаворитом финала, обыграв по ходу турнира такие команды как «Астон Вилла» и «Престон Норт Энд». Для «шпор» это был второй финал Кубка Англии (в первом финале в 1901 году команда одержала победу). Клуб Второго дивизиона «Вулверхэмптон Уондерерс» вышел в финал впервые с 1908 года.
На протяжении матча шёл проливной дождь, в результате чего поле превратилось в «болото». Единственный гол в игре забил левый крайний нападающий «Тоттенхэма» Джимми Диммок на 53-й минуте, который принял длинную передачу Джимми Сида, после чего, казалось, упустил мяч в борьбе с Морисом Вудвордом, но быстро вернул его себе и мощно пробил в дальний угол ворот «Вулверхэмптона». Ближе к концу матча крайний нападающий «волков» Сэмми Брукс имел хорошую возможность сравнять счёт, но его удар был заблокирован центральным хавбеком «шпор» Чарли Уолтерсом. Матч завершился победой «Тоттенхэм Хотспур» со счётом 1:0.
Победный трофей игрокам «Тоттенхэм Хотспур» вручил король Георг V.

### Отчёт о матче
| Тоттенхэм Хотспур | 1:0     | Вулверхэмптон Уондерерс |
| ----------------- | ------- | ----------------------- |
| Диммок 53′        | (отчёт) |                         |

| Тоттенхэм Хотспур | Вулверхэмптон Уондерерс |

|                 |  |                     |  |
|                 |  |                     |  |
| Вр              |  | Алекс Хантер        |  |
| Защ             |  | Томас Клей          |  |
| Защ             |  | Боб Макдональд      |  |
| Хав             |  | Берт Смит           |  |
| Хав             |  | Чарли Уолтерс       |  |
| Хав             |  | Артур Гримзделл (к) |  |
| Нап             |  | Джимми Бэнкс        |  |
| Нап             |  | Джимми Сид          |  |
| Нап             |  | Джимми Кантрелл     |  |
| Нап             |  | Берт Блисс          |  |
| Нап             |  | Джимми Диммок       |  |
| Главный тренер: |  |                     |  |
| Питер Макуильям |  |                     |  |

|                 |  |                 |  |
|                 |  |                 |  |
| Вр              |  | Ноэл Джордж     |  |
| Защ             |  | Морис Вудворд   |  |
| Защ             |  | Джордж Маршалл  |  |
| Хав             |  | Вэл Грегори (к) |  |
| Хав             |  | Джо Ходнетт     |  |
| Хав             |  | Альф Райли      |  |
| Нап             |  | Тэнси Ли        |  |
| Нап             |  | Фрэнк Баррилл   |  |
| Нап             |  | Джордж Эдмондс  |  |
| Нап             |  | Артур Поттс     |  |
| Нап             |  | Сэмми Брукс     |  |
| Главный тренер: |  |                 |  |
| Джек Адденбрук  |  |                 |  |

## Путь команд к финалу
| Раунд 1: Тоттенхэм Хотспур 6:2 Бристоль Роверс Раунд 2: Тоттенхэм Хотспур 4:0 Брэдфорд Сити Раунд 3: Саутенд Юнайтед 1:4 Тоттенхэм Хотспур Четвертьфинал: Тоттенхэм Хотспур 1:0 Астон Вилла Полуфинал: Тоттенхэм Хотспур 2:1 Престон Норт Энд (на «Хиллсборо») | Раунд 1: Вулверхэмптон Уондерерс 3:2 Сток Раунд 2: Дерби Каунти 1:1 Вулверхэмптон Уондерерс - Переигровка: Вулверхэмптон Уондерерс 1:0 Дерби Каунти Раунд 3: Фулхэм 0:1 Вулверхэмптон Уондерерс Четвертьфинал: Эвертон 0:1 Вулверхэмптон Уондерерс Полуфинал: Вулверхэмптон Уондерерс 0:0 Кардифф Сити (на «Энфилде») - Переигровка: Кардифф Сити 1:3 Вулверхэмптон Уондерерс (на «Олд Траффорд») |